# Вальтер Левесс-Ліцманн
Карл Вальтер Левесс-Ліцманн (нім. Karl Walter Lehweß-Litzmann; 5 червня 1907, Бромберг — 16 вересня 1986, Берлін) — німецький військовий діяч, оберст Генштабу люфтваффе і національної народної армії.

## Біографія
На чверть єврей: його батько Вальтер був архітектором і нащадком єврея, який прийняв християнство (прапрадід, Ісаак Леві, народився в 1758 році як єврей в Кенігсберзі, а його син Генріх перейшов в християнство в 1830-х роках).
Після закінчення гімназії хотів поступити на службу в кавалерію, в чому йому спочатку було відмовлено, але лише завдяки своєму дідові, генералу піхоти у відставці Карлу Ліцманну, особисто знайомому з главою рейхсверу генерал-полковником Гансом фон Зектом, в квітні 1925 року був зарахований в 5-й ескадрон 9-го кінного полку. У 1926 році закінчив курси унтер-офіцерів в кавалерійської школі в Ганновері, потім був направлений в піхотне офіцерське училище в Дрездені. Після навчання був включений до складу 3-го ескадрону 4-го Прусського кінного полку. Отримав ліцензію пілота приватного літака. У вересні 1934 року був відряджений в секретно створювані люфтваффе: спочатку — в бомбардувальну авіашколу в Пренцлау, потім — в школу розвідувальної авіації в Брауншвейгу. 1 березня 1935 року зарахований в Люфтваффе. 1 жовтня 1935 року прибув у бомбардувальне училище в Пренцлау і завершив навчання в якості пілота. З лютого 1937 року служив в штабі вищого авіаційного командира 5 (Мюнхен). 10 березня 1938 року здійснив розвідувальний політ над Австрією, в ході чого були зібрані відомості, використані при підготовці аншлюсу Австрії. З серпня 1938 року служив в штабі новоствореного авіаційного командування «Австрія».
З 2 січня 1939 року навчався в академії люфтваффе в Берліні, де пройшов прискорений курс навчання офіцерів Генерального штабу. З вересня 1939 року служив в штабі 10-го авіакорпусу. З червня 1940 року служив в штабі 5-го авіаційного командування в Осло. У початку 1941 року пройшов перепідготовку на Ju-88A. З квітня 1941 року — командир 3-ї групи 1-ї бомбардувальної ескадри. 13 квітня 1941 року здійснив бойовий виліт, в ході якого атакував кораблі в Ла-Манші. 10 травня 1941 року брав участь в масованому нальоті на Лондон. Учасник Німецько-радянської війни. 7 липня 1941 року його «Юнкерс» був збитий. З листопада 1941 року служив в штабі 5-го повітряного флоту. Влітку 1942 року брав участь в плануванні нальотів на Мурманськ і атак на союзні конвої в Північній Атлантиці. З січня по 7 вересня 1943 року — командир 3-ї бомбардувальної ескадри KG3 «Бліц», яка билася на Східному фронті. 7 вересня 1943 року під час бойового вильоту його Ju-88A-4 вибухнув в повітрі — імовірно, внаслідок акту саботажу, влаштованого партизанами Ганни Морозової. До цього часу Левесс-Ліцманн встиг виконати приблизно 160 бойових вильотів. У Німеччині вважали, що Левесс-Ліцманн загинув, але насправді його «Юнкерс» здійснив вимушену посадку (за іншими даними, він катапультувався з парашутом), і сам Левесс-Ліцманн потрапив у полон. На початку квітня 1944 року, перебуваючи в радянському полоні вступив в прорадянські Союз німецьких офіцерів і Національний комітет «Вільна Німеччина». З 6 червня 1944 року — редактор і військовий коментатор на радіостанції «Вільна Німеччина».
9 грудня 1945 року був звільнений і поселився в Східному Берліні, в радянській зоні окупації. З 1946 року — редактор газети Berliner Zeitung. Влітку 1952 року вступив в авіаційні підрозділи народної поліції НДР. Пройшов перепідготовку під керівництвом радянських інструкторів. З травня 1957 року — начальник управління льотної підготовки ВПС НДР. У 1959 році очолював авіаційне училище в Бауцені. Влітку 1959 року вийшов у відставку. У 1959—1970 роках — директор підрозділу місцевої авіації новоствореної авіакомпанії «Дойче Люфтганза» («Інтерфлюг»). В 1970 році вийшов на пенсію за станом здоров'я після автокатастрофи. До кінця життя був майже забутий, але був похований з військовими почестями.

## Сім'я
На Різдво 1939 року одружився з студенткою-медиком Інгеборг Маєр, племінницею Лотара Маєра.

## Звання
- Кандидат в офіцери (квітень 1925)
- Лейтенант (1 січня 1929)
- Оберлейтенант
- Гауптман (1 березня 1935)
- Майор Генштабу (1939)
- Оберстлейтенант Генштабу (1941)
- Оберст Генштабу (1943)
- Оберст Казарменної народної поліції (1952)

## Нагороди
- Нагрудний знак пілота
- Медаль «За вислугу років у Вермахті» 4-го і 3-го класу (12 років)
- Залізний хрест 2-го і 1-го класу
- Почесний Кубок Люфтваффе (17 жовтня 1941)
- Авіаційна планка бомбардувальника в золоті
- Орден Хреста Свободи 2-го класу з мечами (Фінляндія; 23 серпня 1942)
- Німецький хрест в золоті (16 вересня 1942)
- Лицарський хрест Залізного хреста (29 жовтня 1943)